# JEF United Ichihara 1994
Questa voce raccoglie le informazioni riguardanti il JEF United Ichihara nelle competizioni ufficiali della stagione 1994.

## Maglie e sponsor
Le divise, prodotte dalla Mizuno, recano su sfondo giallo un motivo verde bordato di rosso per la versione destinata alle partite interne. Simili, ma con il motivo verde su sfondo bianco, le divise per le gare esterne. Tutte le divise recano sulla parte anteriore il nome della squadra.
| Manica sinistra · Maglietta · Maglietta · Manica destra · Pantaloncini · Calzettoni | Manica sinistra · Maglietta · Manica destra · Pantaloncini · Calzettoni |  |

## Rosa
| N. |                     | Ruolo | Calciatore        |
| -- | ------------------- | ----- | ----------------- |
| -  | Giappone (bandiera) | P     | Masahiro Ota      |
| -  | Giappone (bandiera) | P     | Tomonori Tateishi |
| -  | Giappone (bandiera) | P     | Akio Sano         |
| -  | Giappone (bandiera) | P     | Shinobu Nagata    |
| -  | Giappone (bandiera) | P     | Kenichi Shimokawa |
| -  | Giappone (bandiera) | D     | Kazuya Igarashi   |
| -  | Giappone (bandiera) | D     | Michel Miyazawa   |
| -  | Giappone (bandiera) | D     | Tadashi Toya      |
| -  | Giappone (bandiera) | D     | Hiroshi Miyazawa  |
| -  | Giappone (bandiera) | D     | Kenji Yamamoto    |
| -  | Giappone (bandiera) | D     | Masatoshi Hara    |
| -  | Giappone (bandiera) | D     | Hideo Suzuki      |
| -  | Giappone (bandiera) | D     | Hidetatsu Sato    |
| -  | Giappone (bandiera) | D     | Jun Mizuno        |
| -  | Giappone (bandiera) | D     | Teppei Isaka      |
| -  | Giappone (bandiera) | D     | Eisuke Nakanishi  |
| -  | Giappone (bandiera) | D     | Masanaga Kageyama |
| -  | Giappone (bandiera) | D     | Mikio Manaka      |
| -  | Giappone (bandiera) | D     | Yūji Sakakura     |
| -  | Giappone (bandiera) | D     | Masanori Kizawa   |
| -  | Brasile (bandiera)  | D     | Sandro            |

| N. |                           | Ruolo | Calciatore           |
| -- | ------------------------- | ----- | -------------------- |
| -  | Giappone (bandiera)       | D     | Tadahiko Akiba       |
| -  | Cecoslovacchia (bandiera) | C     | František Mysliveček |
| -  | Giappone (bandiera)       | C     | Hideyuki Sudo        |
| -  | Giappone (bandiera)       | C     | Shu Yashiro          |
| -  | Jugoslavia (bandiera)     | C     | Nenad Maslovar       |
| -  | Giappone (bandiera)       | C     | Shigeyuki Sato       |
| -  | Germania (bandiera)       | C     | Pierre Littbarski    |
| -  | Giappone (bandiera)       | C     | Yoshikazu Gotō       |
| -  | Giappone (bandiera)       | C     | Toru Yoshida         |
| -  | Giappone (bandiera)       | C     | Kazuo Echigo         |
| -  | Giappone (bandiera)       | C     | Shinichi Muto        |
| -  | Giappone (bandiera)       | C     | Shinji Otsuka        |
| -  | Giappone (bandiera)       | C     | Atsuhiko Ejiri       |
| -  | Giappone (bandiera)       | A     | Keiji Kageyama       |
| -  | Cecoslovacchia (bandiera) | A     | Pavel Řehák          |
| -  | Giappone (bandiera)       | A     | Munetada Hosaka      |
| -  | Germania (bandiera)       | A     | Frank Ordenewitz     |
| -  | Giappone (bandiera)       | A     | Hiroyuki Maeda       |
| -  | Giappone (bandiera)       | A     | Kinya Takehara       |
| -  | Corea del Nord (bandiera) | A     | Shin Che-Bon         |
| -  | Giappone (bandiera)       | A     | Shōji Jō             |

## Statistiche

### Statistiche di squadra
| Competizione           | Punti | Totale | Totale | Totale | Totale | Totale | DR  |
| Competizione           | Punti | G      | V      | P      | Gf     | Gs     | DR  |
| ---------------------- | ----- | ------ | ------ | ------ | ------ | ------ | --- |
| J. League              | -     | 44     | 19     | 25     | 69     | 85     | -16 |
| Coppa Yamazaki Nabisco | -     | 2      | 1      | 1      | 3      | 2      | +1  |
| Coppa dell'Imperatore  | -     | 2      | 1      | 1      | 3      | 2      | +1  |
| Totale                 |       | 48     | 21     | 27     | 75     | 89     | -14 |